# 3. Sinfonie (Dvořák)

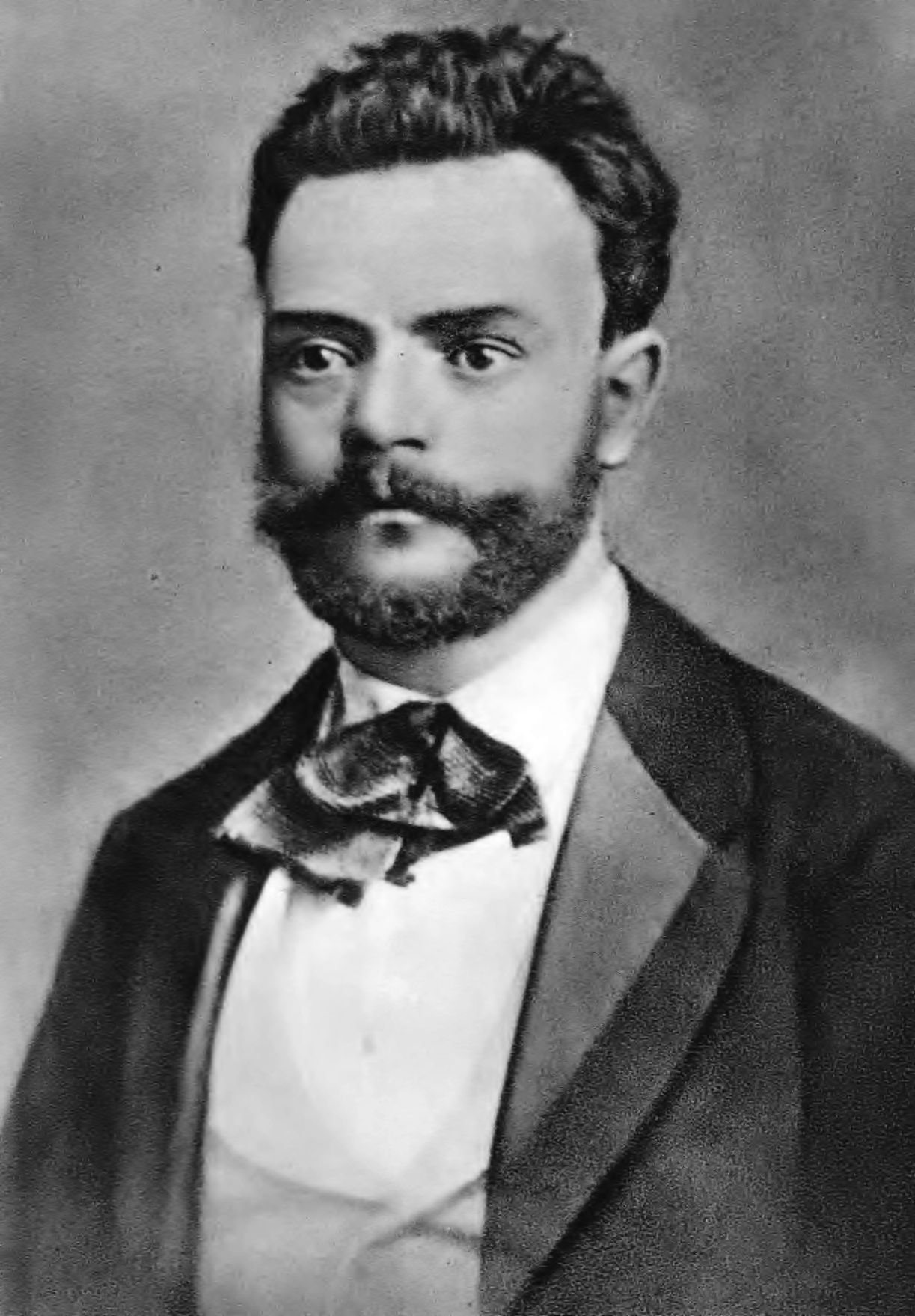
Antonín Dvořák. Fotografie aus dem Jahr 1868

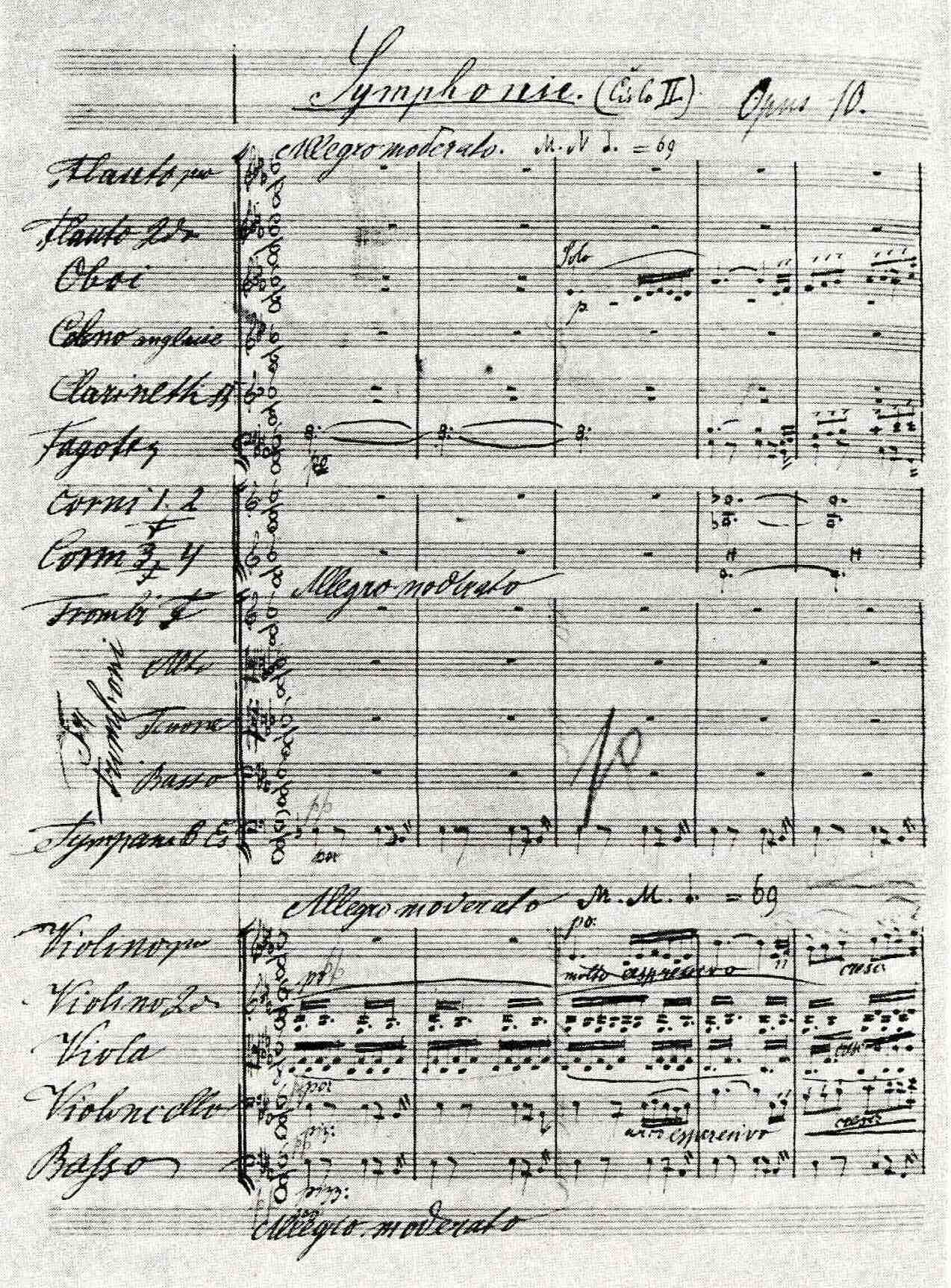
Die erste Seite des Autographs der Sinfonie

Die Sinfonie Nr. 3 Es-Dur op. 10 ist eine Sinfonie des böhmischen Komponisten Antonín Dvořák.

## Entstehung
Die 3. Sinfonie entstand in den Jahren 1872 und 1873, acht Jahre nach ihren beiden Vorgängerinnen. Ein Zeitraum in Dvořáks Schaffen, in welchem der Komponist romantische Züge mit der klassischen Sinfonie zu verbinden suchte. In diesem Sinne entstand das Werk in einer Experimentierphase des Komponisten und ist deshalb wohl auch die einzige Sinfonie in Dvořáks Schaffen, welche nur aus drei Sätzen besteht. Dvořák erweiterte die Instrumentation um Harfe und Tuba. Diese Besetzung, einige chromatische Tendenzen und die Motivik erinnert stellenweise an Richard Wagner.

## Zur Musik

### Besetzung
2 Flöten, Piccoloflöte, 2 Oboen, Englischhorn, 2 Klarinetten, 2 Fagotte, 4 Hörner, 2 Trompeten, 3 Posaunen, Tuba, Pauke, Triangel, Harfe und Streicher

### 1. Satz: Allegro moderato
Der erste Satz beginnt mit einem Motiv, welches an das zweite Hauptthema der Ouvertüre zu Rienzi von Richard Wagner erinnert. Das sowohl die Einleitung als auch das kantable Hauptthema prägende Quart-Motiv findet sich in Form von motivischen Verknüpfungen in der ganzen Sinfonie. Es wird ausgiebig verarbeitet, wiederholt und anschließend nach Moll gerückt. Ein zweites Thema kann sich kaum etablieren, weshalb der Satz monothematisch wirkt. Dies ist für das Konzept einer Sinfonie sehr ungewöhnlich und spricht ebenfalls für den Experimentiercharakter Dvořáks zu jener Zeit.

### 2. Satz: Adagio molto, tempo di marcia
Das Adagio stellt, einmalig für Dvořáks Sinfonie-Schaffen, einen Trauermarsch dar. Der Satz zeigt eine große Reife und Feierlichkeit und kann als früher Höhepunkt in Dvořáks Schaffen angesehen gelten.
Der Satz beginnt mit einer Aufwärtssekunde, welche wie ein Seufzer anmutet. Das Hauptthema wird von drei Paukenschlägen, welche charakteristisch für den ganzen Satz sind, unterstützt. Die Melodie nimmt in einigen kurzen Ausführungen auch einen lichten Wandel, welche jedoch schnell wieder vom Trauerthema beendet werden. Dieses Thema wird immer wieder kleinen Variationen unterzogen, welche ihm beispielsweise abwechslungsreiche Begleitungen zur Seite stellen. Im Mittelteil des längsten Satzes aller Sinfonien Dvoraks vollzieht sich ein grundlegender Wandel. Der Marschrhythmus bleibt in diesem Mittelteil zwar erhalten, jedoch erscheint nun ein neues Thema in Dur, der Marsch ist nun kein Trauermarsch mehr. Das Thema erinnert an den „Nymphenreigen“ aus Smetanas Moldau und nimmt fast jubelnde Züge an, bevor die Bewegung einzuschlafen droht. Nach kurzer Ruhephase kommt es jedoch zu einem Tutti-Höhepunkt des ganzen Orchesters. Nun verbindet Dvořák beide Themen geschickt miteinander und gelangt auf diesem Wege zurück zum Trauermarsch, welcher sich durch die drei Paukenschläge ankündigt, nun jedoch vom Dur-Thema des Mittelteils immer wieder unterbrochen wird. Letztendlich behauptet sich das Dur-Thema und gibt dem feierlichen Satz einen friedlichen und fast freudigen Abschluss.

### 3. Satz: Allegro vivace
In dieser Sinfonie fehlt das sonst übliche Scherzo an dritter Stelle. So folgt auf das Adagio direkt der Finalsatz. Dieser beginnt mit einem von der Pauke initiierten freudigen und leichten Thema in den Streichern. Der Satz entwickelt sich unter ständigen Drängen zu einer pausenlosen Bewegung. Ein zweites Thema, von der Piccoloflöte vorgetragen, erscheint und mischt sich unter den Strudel des fortschreitenden Jubels. Bis zum letzten Akkord bleibt der Satz ständig bewegt und optimistisch dem Ende entgegen schreitend. Hierin stellt er einen großen Kontrast zum vorhergehenden Trauermarsch dar.

## Wirkung
Die Uraufführung der Sinfonie fand am 29. März 1874 in Prag unter Leitung Bedřich Smetanas statt. Dieser fügte der Aufführung den dritten Satz aus Dvořáks 4. Sinfonie hinzu, um eine vollständige viersätzige Sinfonie aufführen zu können. Dvořák unterzog das Werk 1887 einer gründlichen Revision, welche zu einigen Änderungen führte und die uns heute bekannte Form des Werkes zum Ergebnis hatte. Zum Druck der Sinfonie kam es erst nach Dvořáks Tod im Jahr 1912.
Die 3. Sinfonie spielt eine wichtige Rolle auf dem Weg Dvořáks zu einer individuellen und ausgereiften Tonsprache. Eine deutliche Weiterentwicklung des Kompositionsstils im Vergleich zur 1. und 2. Sinfonie ist spürbar. Die folgenden Sinfonien setzten diesen Weg zur Meisterschaft konsequent fort. Heute erklingt die 3. Sinfonie relativ selten im Konzertsaal, obwohl sie in ihrer Bedeutung nicht unterschätzt werden darf.

## Belege
- Gottfried Eberle in: Lexikon Orchestermusik Romantik, hg. von Wulf Konold, München: Piper 1989, Bd. 1, S. 190–192
- Christoph Hahn, Siegmar Hohl (Hg.), Bertelsmann Konzertführer, Bertelsmann Lexikon Verlag, Gütersloh/München 1993, ISBN 3-570-10519-9
- Harenberg Konzertführer, Harenberg Kommunikation, Dortmund, 1998, ISBN 3-611-00535-5